# 국제 기드온 협회
국제 기드온 협회(Gideons International)는 성경의 전 세계적인 출판과 보급을 지향하는 국제 개신교 단체로, 미국에 본부를 두고 있다. 1899년 위스콘신주에서 처음 시작되어 이후 점점 확대되었으며, 대한민국에서는 1963년 한국국제기드온협회가 조직되었다. 기드온협회에서 기드온은 구약성서에 나오는 사사 기드온의 이름을 딴 것이다.
국제 기드온 협회에서는 전 세계 호텔, 병원, 군부대, 학교, 교도소 등에 무료로 성경을 배포하고 있다. 국제 기드온 협회의 성경은 배포 대상에 따라 표지 색상을 다르게 한다. 예를 들어 학생용은 청색, 군용은 녹색, 간호사용은 백색 등이다. 한국국제기드온협회 본부는 서울특별시 양천구 목동에 있다.